# 194 (numero)
Centonovantaquattro (194) è il numero naturale dopo il 193 e prima del 195.

## Proprietà matematiche
- È un numero pari.
- È un numero composto con i 4 seguenti divisori: 1, 2, 97, 194. Poiché la somma dei suoi divisori (escluso il numero stesso) è 100 < 194, è un numero difettivo.
- È un numero nontotiente.
- È un numero semiprimo.
- È un numero palindromo nel sistema di numerazione posizionale a base 3 (21012).
- È parte della terne pitagoriche (130, 144, 194), (194, 9408, 9410).
- È un numero congruente.

## Astronomia
- 194P/LINEAR è una cometa periodica del sistema solare.
- 194 Prokne è un asteroide della fascia principale del sistema solare.
- NGC 194 è una galassia ellittica della costellazione dei Pesci.

## Astronautica
- Cosmos 194 è un satellite artificiale russo.